# Fran Potočnik
Fran Potočnik, slovenski inženir, publicist in politik, * 2. april 1811, Kropa, † 20. junij 1892, Gorica.

## Življenje in delo
Fran Potočnik, Prešernov prijatelj, se je rodil v Kropi v hiši št. 83 kot sin fužinarja Franceta Potočnika in matere Elizabete. Po končanih gimnazijskih in tehniških študijah se je leta 1832 kot praktikant zaposlil pri cesarsko kraljevi deželni stavbni komisiji v Ljubljani, bil 1839 kot navigacijski asistent premeščen v Litijo, od koder je šel 1845 kot cestnogradbeni asistent v Kranj, 1849 pa na Jesenice. Leta 1850 je bil zopet premeščen v Litijo, kjer je postal tudi župan in častni občan. Leta 1851 je napredoval za inženirja, obenem je bil premeščen v Kovin (takrat Ogrska), nato v Galicijo, kjer je napredoval do stavbnega svetnika. Ko je stopil maja 1871 v pokoj, je dobil naslov višjega stavbnega svetnika. Po vrnitvi v Ljubljano, je postal  pooblaščenec civilnih inženirjev. 
Potočnik se je že v mladih letih zanimal za slovenska narodna in kulturna prizadevanja. Tako je 1846 s Konradom Dakarjem v Kranju ustanovil bralno in zabavno društvo Kazino, bil član Historičnega društva za Kranjsko in njegov delegat pri Notranjeavstrijskem historičnem društvu v Gradcu. Leta 1848 je s simpatijami spremljal narodno gibanje v Kranju in bil tudi član tamkajšne narodne straže. Seznanil se je tudi s Prešernom, katerega je oboževal in mu postal prijatelj in družabnik. Ob njegovi smrti je prihitel v Kranj, zaman pozival M. Langusa, naj naslika vsaj mrtvega Prešerna, in popisal njegov pogreb. Tudi sicer je ohranil marsikatero črtico o Prešernovi zunanji in notranji podobi in pesnikovem odnosu do revolucionarnega leta 1848. Izdatno je prispeval za Prešernov nagrobni spomenik v Kranju. V januarju 1851 je slikarju Kurzu pl. Goldensteinu za 12 fl. odkupil Prešernovo sliko ter jo posodil J. Bleiweisu, da jo da litografirati Kriehuberju na Dunaj, vendar do tega ni prišlo. To sliko je konec 1883 podaril F. Levcu s posebnim pismom, v katerem omenja, da je Goldenstein napravil Prešerna prejokavega; pri tem podaja značilnosti Prešernovega obraza. Po vrnitvi v Ljubljano 1871 se je z vnemo udeleževal društvenega življenja v Čitalnici, v kateri je prebil večino svojega časa, predaval na čitalničnih večerih (npr. 1871 o časopisnem tisku) ter bil izvoljen v odbor. Čeprav ni povsem obvladal slovenščine, je dopisoval tudi v Novice tako 1871 o bodoči svetovni razstavi na Dunaju. Leta 1872 je izdal pri Lercherju v Ljubljani polemičen spis Denkschrift über den Laibacher Morast, v katerem ostro ocenjuje dotedanja osuševalna dela na Ljubljanskem barju. V istem letu je izšla tudi njegova brošura Die Laibacher Cigarren-Fabriks-Affaire, v kateri je napadel osrednje ravnateljstvo tobačnih tovarn na Dunaju, ker je oddalo zidanje nove tobačne tovarne »tujemu« konzorciju Samek (Celovec)-Kotnik (Vrhnika)-Stare (Mengeš) in ne družbi ljubljanskih obrtnikov, ki jo je Potočnik zastopal. Leta 1872 je napisal tudi študijo Betrachtungen über die Projekte einer Eisenbahn von Lack nach Triest oder von Tarvis über den Predil nach Görz (založba Lehmann in Wentzl na Dunaju), v kateri se izreka da bi trasa železniške proge proti Trstu potekala v smeri Škofja Loka-Trst. O tem problemu je napisal tudi še pozneje razne članke.
Leta 1873 je sestavil spomenico ljubljanske trgovske in obrtne zbornice na skupno ministrstvo a Dunaju glede omiljenja posledic finančnega poloma, ki je prizadel Avstrijo. Na zboru Katoliškega političnega društva 5. okt. 1873 je zagovarjal volilno pravico duhovnikov.  Leta 1875, ko so Slovenci opustili kvarno Costovo abstinenčno politiko v ljubljanskem občinskem svetu, je bil pri nadomestnih občinskih volitvah z Bleiweisom, Goršičem in Petričičem v III. volilnem razredu 5. apr. izvoljen v do tedaj popolnoma nemški občinski svet. Kakor se je v njem uspešno uveljavljal kot tehnični strokovnjak, tako odločno je tudi zastopal proti nemški večini slovenska politična, gospodarska in kulturna stališča. Dne 7. jul. 1877 je bil izvoljen iz kurije kmečkih občin Trebnje-Litija-Radeče na narodni listi v deželni zbor, kjer je ostal do 1883 in deloval zlasti v narodnogospodarskem odseku. Pri nadomestnih volitvah 14. apr. 1882, ki so odločile slovensko premoč v ljubljanskem občinskem svetu, je bil v II. volil. razredu skupaj s P. Grassellijem in Alojzijem Bayrjem izvoljen v občinski svet ljubljanskih občin. V svetu je ostal do 1886. Leta 1888 se je z nečakom inž. Karlom Alojzijem Potočnikom, ki mu je postal tudi zet, iz Ljubljane preselil v Gorico. O političnih in kulturnih dogodkih na Kranjskem je za obdobje 1872–1888 pisal dnevnik in obljubil I. Hribarju, da mu ga po smrti prepusti, vendar ga ta ni prejel.